# 호사카 노부유키
호사카 노부유키(일본어: 保坂 信之, 1970년 7월 23일 ~ )는 일본의 전 축구 선수이다.

## 구단 경력
1990년 일본 사커 리그의 요미우리(베르디 가와사키)에 입단했다. 1994년 J1리그의 우라와 레즈로 이적했다. 1996년 재팬 풋볼 리그의 가와사키 프론탈레로 이적했다. 1998년후 현역 은퇴.